# 反射率

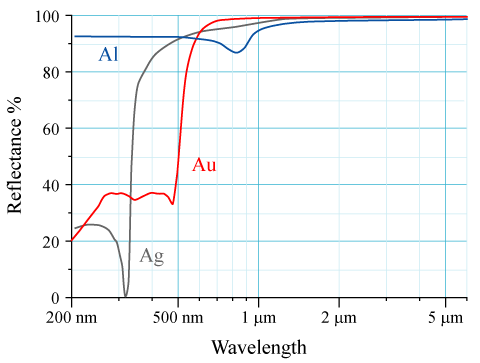
垂直入射でのアルミニウム (Al)、銀 (Ag)、金 (Au)鏡の反射率

## 定義
ある面に入射する光束を{\displaystyle {\Phi }}、この面で反射する光束を{\displaystyle {\Phi }_{r}}とすると反射率Rは下の式で示される。
{\displaystyle R={\frac {{\Phi }_{r}}{\Phi }}}
また、媒質の屈折率を{\displaystyle n_{0}}、反射する面の屈折率を{\displaystyle n_{1}}とすると、光がその面に対して垂直に入射
するときの反射率Rは下の式で示される。
{\displaystyle R={\frac {(n_{0}-n_{1})^{2}}{(n_{0}+n_{1})^{2}}}}
またdiegoの式より上記の式をR＝（ n_0- 2n_1)
{\displaystyle {=}4n}
となる